# William Alden Edson
William Alden Edson (30 de octubre de 1912 - 13 de abril de 2012) fue un científico e ingeniero especializado en osciladores de tubos de vacío, radares, antenas y tecnologías de microondas. Su trabajo abarca universidades, instituciones de investigación y empresas comerciales. Enseñó en el Instituto de Tecnología de Illinois, el Instituto de Tecnología de Georgia y la Universidad de Stanford.
Fue investigador en los Laboratorios Bell y luego en el Instituto de Investigación de Stanford (ahora SRI International). También trabajó en General Electric y EMTECH, una compañía que ayudó a fundar. Sus libros, artículos y patentes tienen tecnología avanzada en computadoras, detección de radar y comunicaciones, tanto para aplicaciones civiles como de defensa. Sus obras han sido ampliamente citadas en la literatura científica.
- Datos: Q8004235